# Aeroport Internacional de Kaunas
L'Aeroport de Kaunas (en lituà: Kauno oro uostas) (codi IATA: KUN, codi OACI: EYKA), és el segon aeroport de Lituània, per darrere de l'Aeroport Internacional de Vílnius, superant a l'Aeroport Internacional de Palanga i a l'aeroport de Šiauliai. Està localitzat a 15 quilòmetres al nord de la ciutat de Kaunas. L'aeroport és un centre per a la companyia aèria irlandesa Ryanair.

## Aerolínies i destins
- Ryanair (Alacant des del 28/03/2011, Berlín, Birmingham, Bristol, Brussel·les-Charleroi, Dublín, Düsseldorf-Weeze, Edimburg, Frankfurt-Hahn, Girona, Gotemburg, Liverpool, Londres-Gatwick, Londres-Luton, Londres-Stansted, Milà-Bèrgam, Oslo-Rygge, París-Beauvais, Tampere)
- airBaltic (Riga)

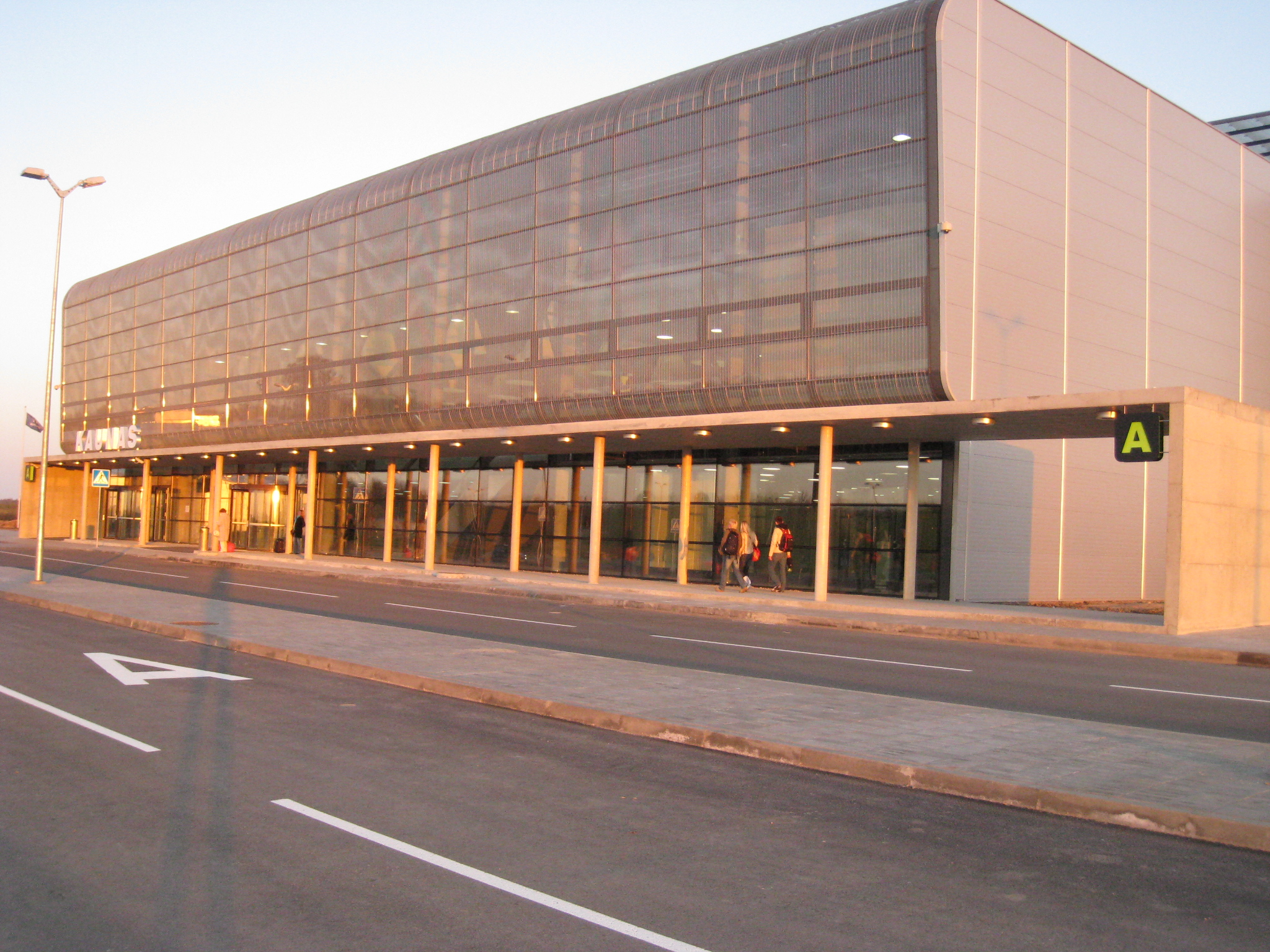
Terminal A
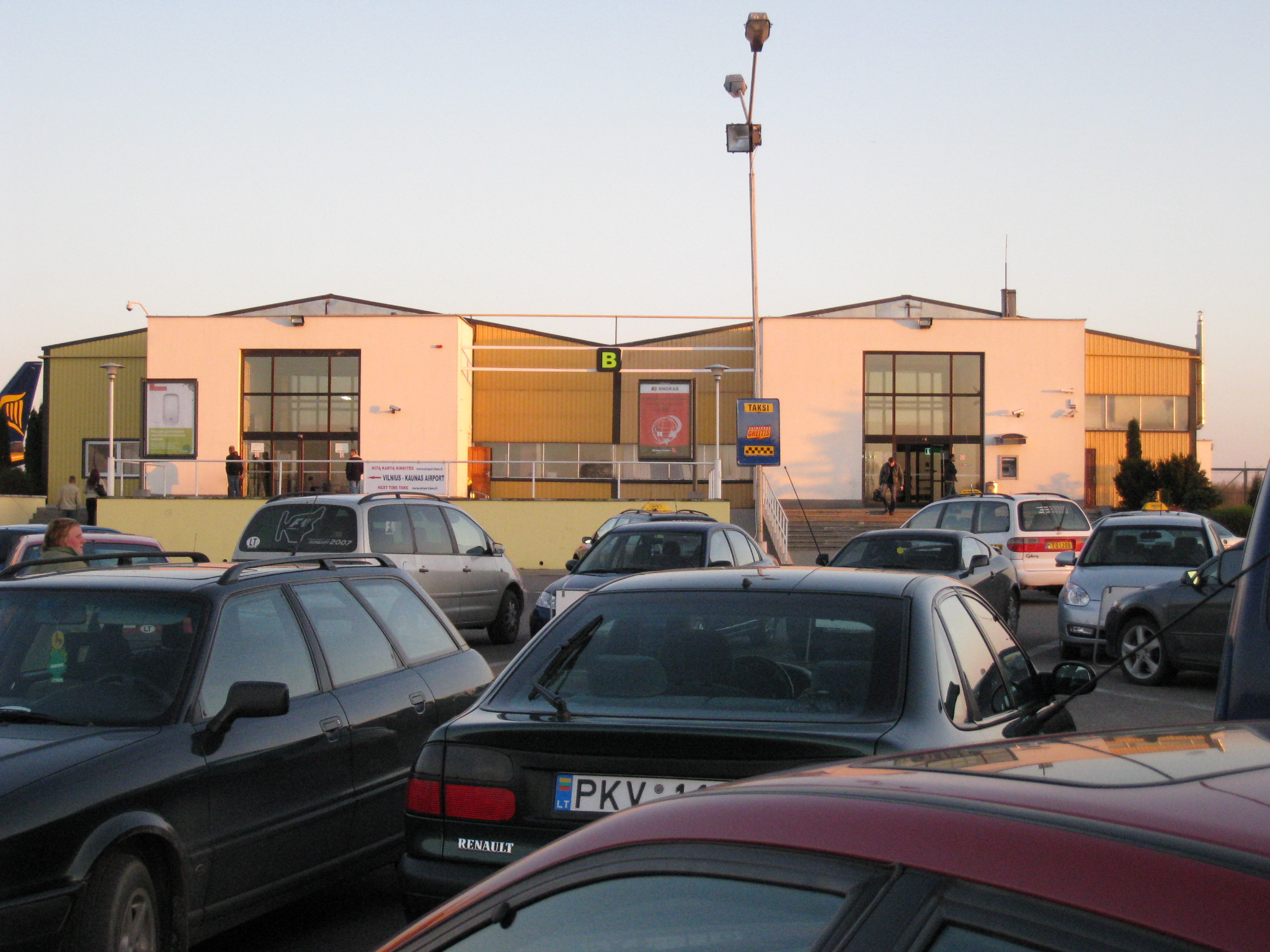
Terminal B